# Fenton (Missouri)
Fenton ist eine City im St. Louis County im US-Bundesstaat Missouri. Das U.S. Census Bureau hat bei der Volkszählung 2020 eine Einwohnerzahl von 3.989 ermittelt.

## Geographie
Die Koordinaten von Fenton liegen bei 38°31'41" nördlicher Breite und 90°26'39" westlicher Länge.
Nach Angaben der United States Census 2010 erstreckt sich das Stadtgebiet von Fenton über eine Fläche von 16,52 Quadratkilometer (6,38 sq mi).

## Bevölkerung
Nach der United States Census 2010 lebten in Fenton 4022 Menschen verteilt auf 3424 Haushalte und 2422 Familien. Die Bevölkerungsdichte betrug 256,7 Einwohner pro Quadratkilometer (664,8/sq mi).
Die Bevölkerung setzte sich 2010 aus 95,5 % Weißen, 0,4 % Afroamerikanern, 2,1 % Asiaten, 0,2 % amerikanischen Ureinwohnern, 0,5 % aus anderen ethnischen Gruppen und 1,3 % stammten von zwei oder mehr Ethnien ab.
In 31,2 % der Haushalte lebten Personen unter 18 Jahre und in 7,2 % Menschen die 65 Jahre oder älter waren. Das Durchschnittsalter betrug 46,7 Jahre und 48,8 % der Einwohner waren männlich.

## Wirtschaft
Die größten Unternehmen in der Stadt sind das Industrieunternehmen Nooter Corporation und das Transportunternehmen UniGroup. Außerdem hat die christliche Non-Profit-Organisation Joyce Meyer Ministries ihren Sitz in der Stadt.
Der Automobilhersteller Chrysler hatte zwei Werke in Fenton. Hier wurden u. a. die Modelle Chrysler Town & Country und Dodge Caravan produziert. Das südliche Werk wurde 2008 geschlossen, das nördliche folgte im Juli 2009.

## Bildung
Fenton gehört zu den Schulbezirken Rockwood und Lindbergh. Außerdem gibt es zwei Privatschulen in der Stadt.

## Sport
Fenton ist Sitz einer der größten Jugendfußballorganisationen der USA. Die SLSG, eine von Scott Gallagher gegründete Fußballschule, trägt ihre Spiele im St. Louis Soccer Park aus. Dieser ist ein Sportkomplex mit vier Fußballfeldern. Ab 2015 spielt hier auch der Saint Louis FC, ein USL Pro Franchise. Neben Fußball ist Eishockey ein sehr populärer Sport in Fenton. Die Eishalle Fenton Forum wird von den Schulmannschaften Rockwood Summit High School und der Northwest High School aus Cedar Hill, Missouri genutzt. Jedes Jahr findet in Fenton auch das Lacrosse Turnier Missouri Fall Face-Off statt. Hier treten College Mannschaften, welche in der National Collegiate Athletic Association vertreten sind, gegeneinander an.

## Söhne und Töchter der Stadt
- Joyce Meyer (* 1943), US-amerikanische Autorin
- Ken Schrader, US-amerikanischer Rennfahrer
- Brandon Williams, US-amerikanischer American-Football-Spieler

## Belege
1. ↑  Explore Census Data Total Population in Fenton city, Missouri. Abgerufen am 2. Februar 2023.
2. ↑   United States Census
3. ↑   American Fact Finder
4. ↑  Mayor's Welcome (Memento vom 11. März 2012 im Internet Archive)
5. ↑  City Profile | Fenton, MO - Official Website. In: www.fentonmo.org. Abgerufen am 17. März 2023 (englisch).